# Alliance Nîmes-Montpellier Tennis de table
Actualités
L'Alliance Nîmes-Montpellier Tennis de table (couramment abrégé en Alliance Nîmes/Montpellier ou ANMTT) est un club de tennis de table français basé à Montpellier et Nîmes. Il est né de la fusion des équipes premières du Montpellier tennis de table et de l'ASPC Nîmes. 

## Histoire du club
Dès septembre 2017, le Montpellier TT et l’ASPC Nîmes commencent à unir leurs forces autour des équipes premières, puis en 2018 pour la formation des jeunes autour du Pôle national Sud, avec les garçons à Montpellier et les filles à Nîmes.
Ce rapprochement permet de mutualiser les infrastructures, les compétences et de soutenir collectivement les jeunes talents (comme les frères Lebrun) .
En juillet 2020, l’Alliance Nîmes‑Montpellier Tennis de Table est officiellement lancée sous ce nom,, avec :
- une équipe féminine évoluant en Pro A dames, menée par Nîmes ;
- une équipe masculine en National 1, pilotée par Montpellier.

L'objectif est d'atteindre la Pro B puis la Pro A pour les garçons et de stabiliser les filles dans l’élite et de viser la Coupe d’Europe.
Dès la saison 2021–2022, les messieurs remportent le championnat de Nationale 1 et accèdent à la Pro B.
Dès leur première saison en 2022-2023, l'équipe messieurs devient champion de Pro B en battant 4S Tours en finale et monte en Pro A.
Le club organise en parallèle divers évènements : en janvier 2023, l’ANMTT accueille les sélections nationales masculines et féminines au FDI Stadium de Montpellier, lors des qualifications aux championnats d’Europe. Puis en 2024, elle co-organise avec la fédération les championnats de France individuels.  
Pendant la saison 2024-2025 l'équipe masculine atteint les quarts de finale de la Ligue des champions— stoppé par Düsseldorf (défaite 3‑0 et 3‑1). Le 8 juin 2025, elle se qualifie pour la finale de la Pro A en dominant Pontoise 3‑0, puis le 29 juin 2025, l’équipe masculine remporte son premier titre de champion de France Pro A, écrasant Hennebont 3‑0. De son côté, l'équipe dames atteint pour la première fois les barrages.
Alexis et Félix Lebrun, formés à Montpellier, incarnent le succès de l’ANMTT. Champion nationaux et médaillés olympiques, ils sont au cœur des exploits du club et contribuent largement à sa notoriété

## Organisation et gouvernance
- Sportivement : collaboration entre les deux clubs, avec entraînements alternés entre Nîmes (jeudi) et Montpellier (mardi)[12].
- Administrativement, les clubs restent indépendants. L’Alliance porte uniquement la section haut niveau.
- En juin 2023, la structure juridique ANMTT est officiellement créée, pour mieux gérer les équipes professionnelles .

## Effectif Pro A 2024-2025

### Messieurs
- Félix Lebrun
- Alexis Lebrun
- Antoine Hachard
- Esteban Dorr
- Grégoire Jean
- Manav Vikash Thakkar (en)
- Brian Afanador

### Dames
- Bruna Takahashi
- Giorgia Piccolin (en)
- Rachel Moret
- Gaétane Bled
- Sophie Earley

## Palmarès

### Messieurs
- Ligue des Champions :
  - Quart de finale : 2025
- Championnat de France de Première Division Pro A (1) :
  - Vainqueur : 2025
- Championnat de France de Deuxième Division Pro B (1) :
  - Champion en 2023
- Championnat de France de Nationale 1 (1) :
  - Champion en 2022

## Bilan saison par saison

### Messieurs
| Saison    | Championnat | Cl       | Pts | J  | V  | N | D | Pp | Pc | Diff | Coupe d'Europe                         |
| --------- | ----------- | -------- | --- | -- | -- | - | - | -- | -- | ---- | -------------------------------------- |
| 2024-2025 | Pro A       | Champion | 52  | 18 | 12 | 0 | 4 | 40 | 22 | +18  | quart de finale de Ligue des Champions |
| 2023-2024 | Pro A       | 5e       | 35  | 18 | 10 | 0 | 5 | 35 | 30 | +5   | Non qualifié (promu)                   |
| 2022-2023 | Pro B       | Champion |     | 19 | 18 | 0 | 1 |    |    |      | Non qualifié                           |
| 2021-2022 | Nationale 1 | Champion |     |    |    |   |   |    |    |      | Non qualifié                           |
| 2020-2021 | Nationale 1 |          |     |    |    |   |   |    |    |      | Non qualifié                           |

### Dames
| Saison    | Championnat | Cl              | Pts | J | V | N | D | Pp | Pc | Diff | Coupe d'Europe                    |
| --------- | ----------- | --------------- | --- | - | - | - | - | -- | -- | ---- | --------------------------------- |
| 2024-2025 | Pro A       | 5e - barragiste | 32  |   |   |   |   |    |    |      | Deuxième tour coupe d'Europe ETTU |
| 2023-2024 | Pro A       | 8e              |     |   |   |   |   |    |    |      | Non qualifié                      |
| 2022-2023 | Pro A       | 10e             |     |   |   |   |   |    |    |      | Non qualifié                      |
| 2021-2022 | Pro A       | 9e              |     |   |   |   |   |    |    |      | Non qualifié                      |
| 2020-2021 | Pro A       | 9e              |     |   |   |   |   |    |    |      | Non qualifié                      |